# Guillaume Beauvais
Pour les articles homonymes, voir Beauvais (homonymie).
Guillaume Beauvais est un numismate français. Né à Dunkerque le 4 août 1698, il est décédé à Orléans le 29 septembre 1773.

## Œuvres
Il a laissé deux ouvrages de référence en numismatique :  
- Histoire des empereurs romains par les médailles (1767)
- Traité des Finances et de la fausse monnaie des Romains (1740)

## Source
- Dezobry et Bachelet, Dictionnaire de biographie, t.1, Ch.Delagrave, 1876, p. 251